# Loßburg
Loßburg es un municipio alemán perteneciente al distrito de Freudenstadt en el estado federado de Baden-Wurtemberg. Barrios son Betzweiler-Wälde, Lombach, Schömberg, Sterneck, Wittendorf y Vierundzwanzig Höfe. El nombre del barrio Vierundzwanzig Höfe (Veinticuatro Granjas) ya se encuentra en documentos a partir del año 1702, aunque sólo más que un siglo más tarde el asentamiento disperso de 24 granjas aisladas fue fusionado para formar una aldea. En total, el municipio Loßburg tiene unos 7.800 habitantes y el territorio municipal comprende 7.926 ha. Está ubicado a una altitud de 600 - 800 m s. n. m. en un altiplano en medio de la Selva Negra Septentrional. En Loßburg se encuentra el manantial del río Kinzig.

## Puntos de interés
- Museo local en el viejo ayuntamiento[5]
- Ruina del castillo de Sterneck[6]